# Чемпионат малых стран Европы по волейболу среди женщин 2025
19-й чемпионат малых стран Европы по волейболу среди женщин (чемпионат Ассоциации малых стран ЕКВ) прошёл с 27 по 29 июня 2025 года в Дублине (Ирландия) с участием 5 национальных сборных команд. Чемпионский титул в 3-й раз в своей истории выиграла сборная Шотландии.

## Команды-участницы
- Ирландия
- Исландия[1]
- Сан-Марино
- Северная Ирландия
- Шотландия

## Формула розыгрыша
Турнир состоял из однокругового турнира, по результатам которого определена итоговая расстановка мест.
Первичным критерием при распределении мест является общее количество побед. При равенстве этого показателя в расчёт последовательно берутся количество очков, соотношение партий, мячей, результаты личных встреч. За победы со счётом 3:0 и 3:1 команды получают по 3 очка, за победы 3:2 — по 2 очка, за поражения 2:3 — по 1 очку, за поражения 0:3 и 1:3 очки не начисляются.

## Результаты
| М | Команда           | 1   | 2   | 3   | 4   | 5   | И | В | П | С/П  | О  |
| - | ----------------- | --- | --- | --- | --- | --- | - | - | - | ---- | -- |
| 1 | Шотландия         |     | 3:0 | 3:1 | 3:0 | 3:0 | 4 | 4 | 0 | 12:1 | 12 |
| 2 | Сан-Марино        | 0:3 |     | 3:0 | 3:0 | 3:0 | 4 | 3 | 1 | 9:3  | 9  |
| 3 | Ирландия          | 1:3 | 0:3 |     | 3:2 | 3:0 | 4 | 2 | 2 | 7:8  | 5  |
| 4 | Исландия          | 0:3 | 0:3 | 2:3 |     | 3:1 | 4 | 1 | 3 | 5:10 | 4  |
| 5 | Северная Ирландия | 0:3 | 0:3 | 0:3 | 1:3 |     | 4 | 0 | 4 | 1:12 | 0  |

27 июня
Сан-Марино — Исландия 3:0 (25:18, 25:15, 25:19).
Шотландия — Северная Ирландия 3:0 (25:17, 25:19, 25:16).
Ирландия — Исландия 3:2 (21:25, 25:23, 25:22, 22:25, 16:14).
28 июня
Ирландия — Северная Ирландия 3:0 (25:13, 25:23, 25:15).
Шотландия — Сан-Марино 3:0 (25:16, 25:19, 25:20).
Исландия — Северная Ирландия 3:1 (25:23, 23:25, 25:16, 25:19).
Сан-Марино — Ирландия 3:0 (25:21, 25:23, 25:20).
29 июня
Шотландия — Исландия 3:0 (25:17, 25:13, 25:16).
Сан-Марино — Северная Ирландия 3:0 (25:8, 25:11, 27:25).
Шотландия — Ирландия 3:1 (16:25, 28:26, 25:19, 25:23).

## Итоги

### Положение команд
| Шотландия            |
| Сан-Марино           |
| Ирландия             |
| 4. Исландия          |
| 5. Северная Ирландия |

### Призёры
Шотландия: Джессика Бёрнс, Эллен Рэнклин, Алексис Краси, Карли Маррей, Холли Скотт, Люси Патерсон, Александра Клегг-Маккьюон, Эмма Уэлди, Анна Ричардсон, Рэвин Джилл, Шона Фрэзер, Эмма Лоури, Джессика Джиллис, Лора Макриди. Главный тренер — Дэниэл Трейлор.
  Сан-Марино: Роза Муччоли, Лудовика Гинелли, Джорджия Гуэрра, Арианна Меникуччи, Аличе Пазолини, Аличе Педрелли, Камилла Казадеи, Анита Магалотти, Камилла Тьецци, Федерика Тура, Юлия Дзанотти, Виола Саразини, Стелла Тасси-Пистарелли. Главный тренер — Кристиано Лукки.
  Ирландия: Эмили Фрэзелл, Регина Хэлпин, Софи Куинливэн-Нолан, Карли Донахи, Эмма Бирн, Эймир Бирн, Эми О’Салливан, Лора Коннолли, Айслинн Кари, Кэтриона Ни Риордан, Лара Макниколс, Грейс Молони, Фиона Ригби, Джемма Бреди. Главный тренер — Марк Делаханти.

### Индивидуальные призы
- MVP:  Алексис Краси.
- Лучшая диагональная нападающая:  Федерика Тура.
- Лучшая нападающая-доигровщица:  Фиона Ригби.
- Лучшая центральная блокирующая:  Карли Маррей.
- Лучшая связующая:  Эмма Уэлди.
- Самая результативная:  Шона Фрэзер.